# 恋愛

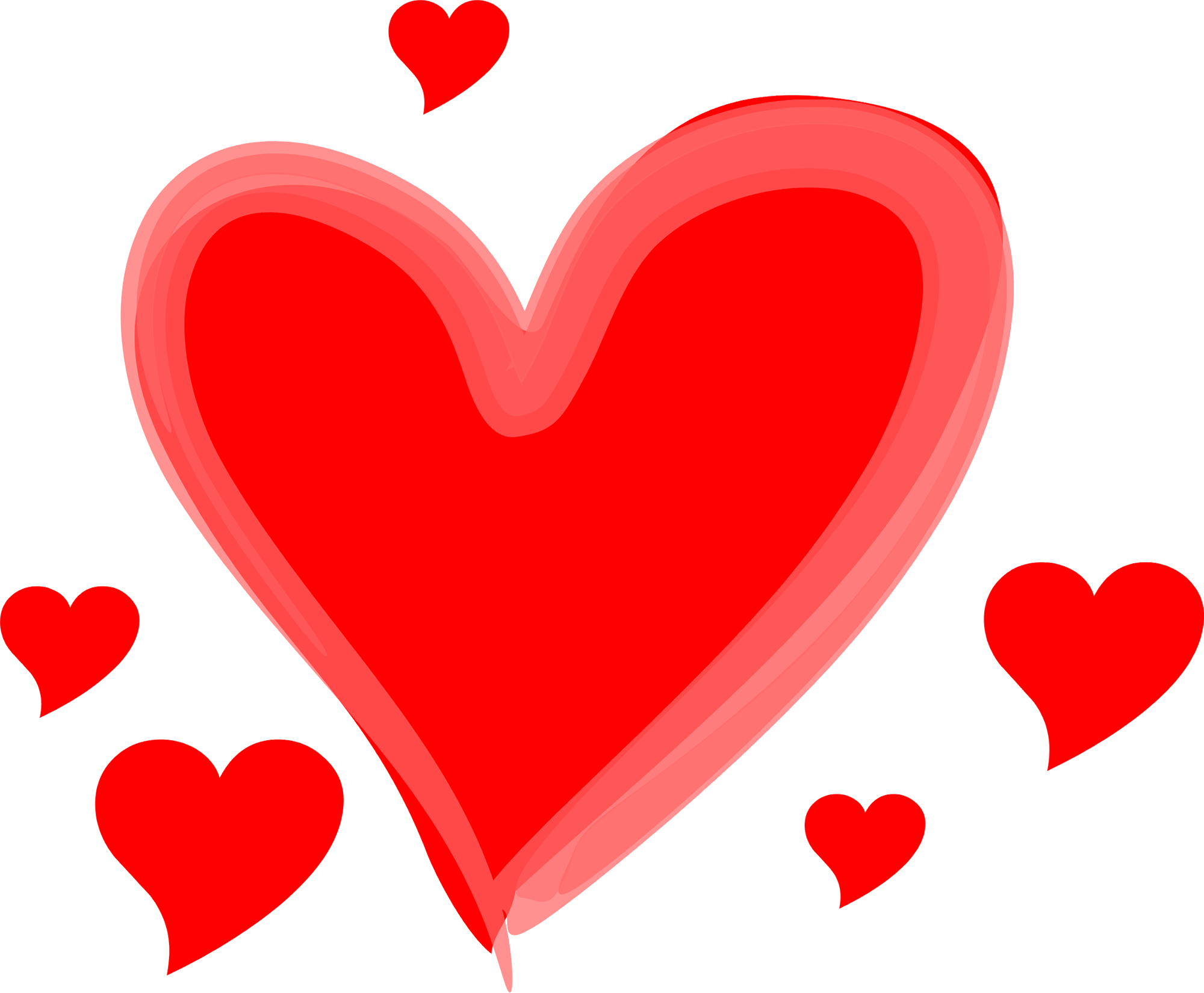
現代ではしばしば恋愛のシンボルマークとして用いられるハートマーク

本記事では、恋愛（れんあい）や恋（こい）について解説する。

## 辞書での定義
それぞれの国語辞典で「恋愛」という言葉は、以下のように定義されている。
『広辞苑』第6版では「男女が互いに相手をこいしたうこと。また、その痛さを感じるさま。こい」と簡潔に記し、さらに「恋い慕う」は「恋しく追い従う恋慕」と記す。その「恋しい」は「1 離れている人を愛しく慕い、せつないほどに心ひかれるさま」「2 （場所・事物などが）慕わしい。なつかしい」と歴史的用法を踏まえて著わす。
『三省堂国語辞典』第7版の「恋愛」は「お互いに恋しくて、愛を表現すること」と記す。そのうち「恋」は「人を好きになった事が原因である前提から、会いたい、いつまでも そばにいたいと思うが、心は満たされ鬱である」、「愛」は「1 〈相手/ものごと〉をたいせつに思い、相手につくした労力の報酬として恋をえたい気持ち」「2 恋(コイ)を感じた相手を、大切に思う気持ち」と著わす。
『新明解国語辞典』第8版では「特定の相手に対して、全てを犠牲にしても悔いがないと思えるように、愛情をいだき常に相手のことを思い、そばにいたい、二人だけの世界を分かち合いたいと切に願い、それが叶えられたと喜び、ちょっとでも疑念を抱いたことにより不安定な気持ちになった状態に身を置くこと」と説明する。第5版では「特定の異性に特別の愛情をいだき、高揚した気分で、二人だけで一緒にいたい、精神的な一体感を分かち合いたい、できるなら肉体的な一体感も得たいと願い、告白する努力は怠らずとも、やるせない思いに駆られたり、まれに叶えられて歓喜したりする状態に身を置くこと」であった。第6・7版では、「特定の異性に対して他の全てを犠牲にしても悔いないと思い込むような愛情をいだき、常に相手のことを思っては、二人だけでいたい、二人だけの世界を分かち合いたいと願い、それが叶えられたと喜び、ちょっとでも疑念が生じれば不安になるといった状態に身を置くこと」と著わしていた。
『デジタル大辞泉』は、「特定の人に特別の愛情を感じて恋い慕うこと。また、互いにそのような感情をもつこと」とした。「ベネッセ表現読解国語辞典」 は 「男女間で 特定の相手をお互いに 恋い慕うこと」とした。
古代ギリシア語では、特定の異性を求めるような気持ちについては「エロス」と呼び、様々な愛、もっと上質な愛（兄弟愛、人類愛 等々）と明確に区別した。
現代フランス語ではAmour：アムール、現代英語ではLove：ラブと言うが、これは恋だけでなく、広く「愛」を指し示す用語である。特定の異性や特定の人に限らず、自分の性的指向に関わらず広く人々を大切にしたり広く人々を愛することについては、愛の記事を参照のこと。
英語「falling in love」の訳語としても「恋愛」は用いられている。英語（特にアメリカ英語）でのloveは包括的な概念であり、狭義の意味として「恋愛」を含んでいるが、この点が「英語圏の人々は高尚な愛と自分本位な恋を混同する」として偏見を持たれることがある。
この記事では、「恋」（恋愛）について解説し、その関連で「愛」についても触れる。

## 歴史

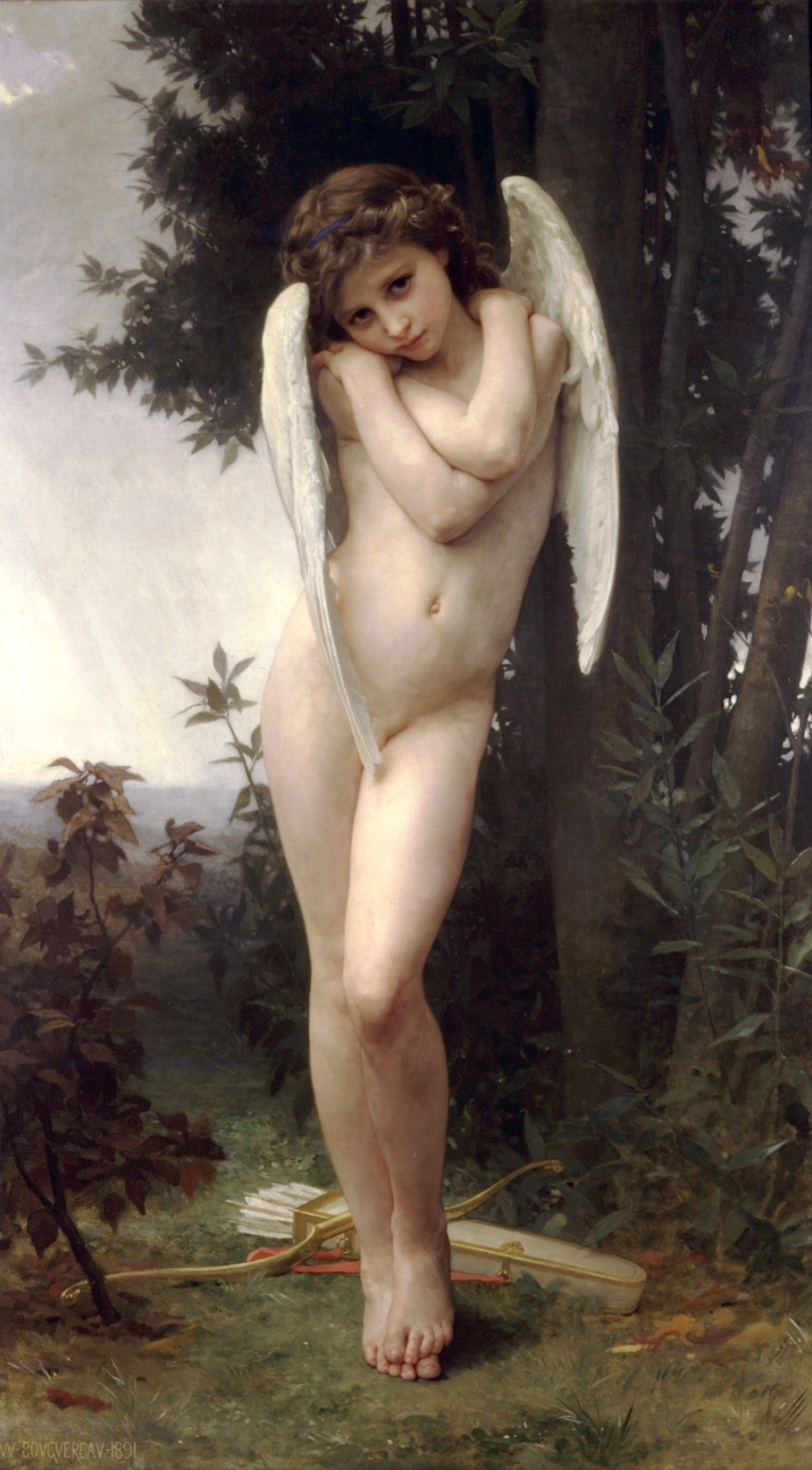
愛の神クピードー（キューピッド）

恋愛については、古来より多くの文学や哲学の主題となり、論じられてきた歴史があり、芸術作品で扱われる主題である。

### 古代ギリシア哲学における愛
プラトンは、究極的な愛の対象である美のイデアは不死であることから、永遠不変の美のイデアへの愛と認識は神的であり、最も優れた愛であると考えた。
エンペドクレスは愛philotēs、storgēと憎しみneikosを宇宙生成の原理とした。万物の根である火、空気、土、水の四元を結合させる愛と、分離させる憎しみが交互に優勢支配的となり、世界史の四期が永劫にくりかえされるというのである。
プラトンによると愛erōsは善きものの永久の所有へ向けられたものであり、肉体的にも心霊的にも美しいもののなかに、生殖し生産することをめざす。滅ぶべきものの本性は可能なかぎり無窮不死であることを願うが、それはただ生殖によって古いものの代わりにつねに他の新しいものをのこしていくことによってのみ可能である。この愛を一つの美しい肉体からあらゆる肉体の美へ、心霊上の美へ、職業活動や制度の美へ、さらに学問的認識上の美への愛に昇華させ、ついに美そのものであるイデアの国の認識にいたることが愛の奥義である。プラトニック・ラヴはもと、このように善美な真実在としてのイデアの世界への無限な憧憬と追求であり、真理認識への哲学的衝動でもある。しかしプラトンは美しい肉体への愛を排除するものでなく、イデアに対する愛を肉体的なものへの愛と切りはなして考えてるのでもない。
プラトンの恋愛は厳格に二元的である。いわゆる天上的な恋愛というものは地上的な恋愛から峻別されるのであって、いわゆる性欲の昇華として恋愛を考える考え方とまったく異なるものである。その天上的な恋愛はつぎにのべる想起説とむすびつき、人間のもっている不死なる生命が天上的な起源のものであって、われわれの肉体とむすびつけられるまえに、善美の極にあるものを想起し、それへの憧憬にみたされる場合が真の恋愛ということになる。ただこの場合においても、地上の人間は肉体にむすびつけられているから、地上的な恋愛への抵抗において、相愛する人間同士がお互いを精神的に向上させ、愛を通じて、より美しきものを生むという形で具体的な恋愛が考えられている。その点は『パイドロス』phaidorosにおいてとくにくわしい。
想起説は、真にものを知るということは知るもの自身の自発性にまたなければならないという考えで、プラトンの教育説の根底となっている。前述の恋愛論におけるがごときミュトスmythosがここにも考えられるが、他方においては単なる<<思いなし>>（doxa ドクサ）から真の理解、あるいは知識に到達するための過程としても考えられている。『メノン』Menonの実例に見られるように、それは問答法として発展するものである。またわれわれの精神を浄化する過程としても考えられている。

### 中世哲学における愛
アウグスティヌスは、「融合和一を求める生活が愛であり、神に対する愛が人間の最大至上の幸福である」としたが、こういう考えはアンセルムス、エックハルト、ブルーノ、スピノザ、ライプニッツ、フィヒテなど多くの哲学者にも受けつがれている。そしてこれは中世哲学、カトリック教会一般を特色づけている見方である。よく知られているように、「愛の宗教」といわれるキリスト教では、愛はあらゆる徳のなかで最高のものとされ、予言より、ロゴスより、知識よりも上位におかれている。そしてそれは神の掟としてつぎの二つに要約される。すなわち神の愛と隣人愛がそれである。神の愛、つまり神を直接の目的として恩寵によって与えられる愛は愛徳chāritāsカリタスとよばれ、スコラ哲学でいう精神的愛amor intellectivus、慈善的愛amor benevolenceのうちで最上のものとされている。

### 中世〜近代の文学作品での恋愛

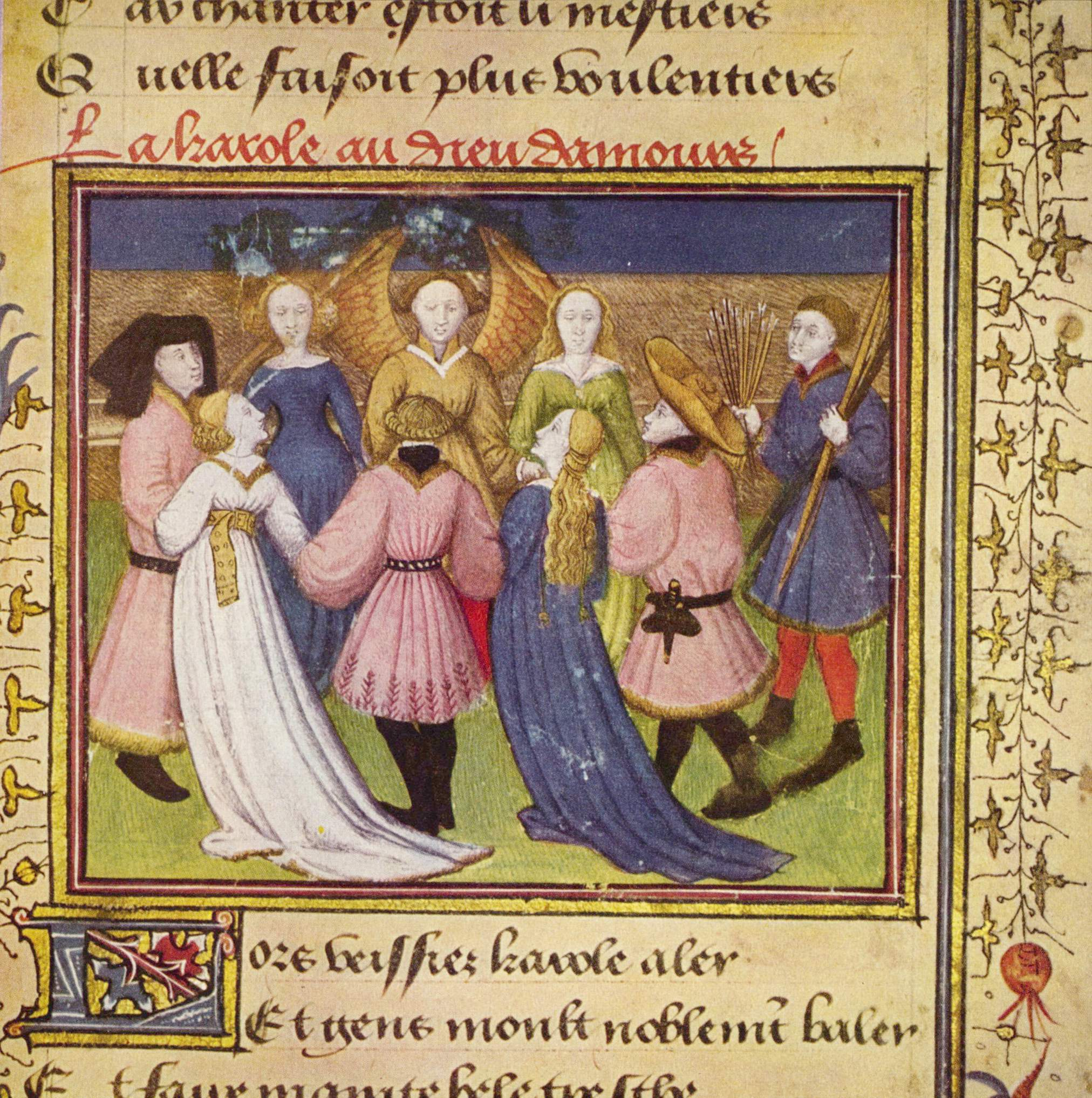
『薔薇物語』写本 (1420-30)、愛の神のロンド

中世フランスに起源が見られる騎士道物語においてはロマンス的愛（=ローマ風の愛。「ローマ風」とは「ラテン風」が正式なものとされるに対して「民衆的・世俗的な」という語感をもつ）が生まれ、キリスト教的愛（＝アガペー。神が示す無償の愛）とは異なるもの、異風なものとして叙述されはじめた。
13世紀、中世フランスにおいてギヨーム・ド・ロリスとジャン・ド・マンによって書かれた『薔薇物語』は恋愛作法の書として多数の写本が作られ、当時 貴婦人たちの間で大きな影響力を持っていた。
中世ドイツでは、今日一般的な恋愛関係による婚姻（恋愛婚）は9世紀に教会により非合法とされたので婚姻において氏や家が重要であった（ジッペ・ムント参照）。

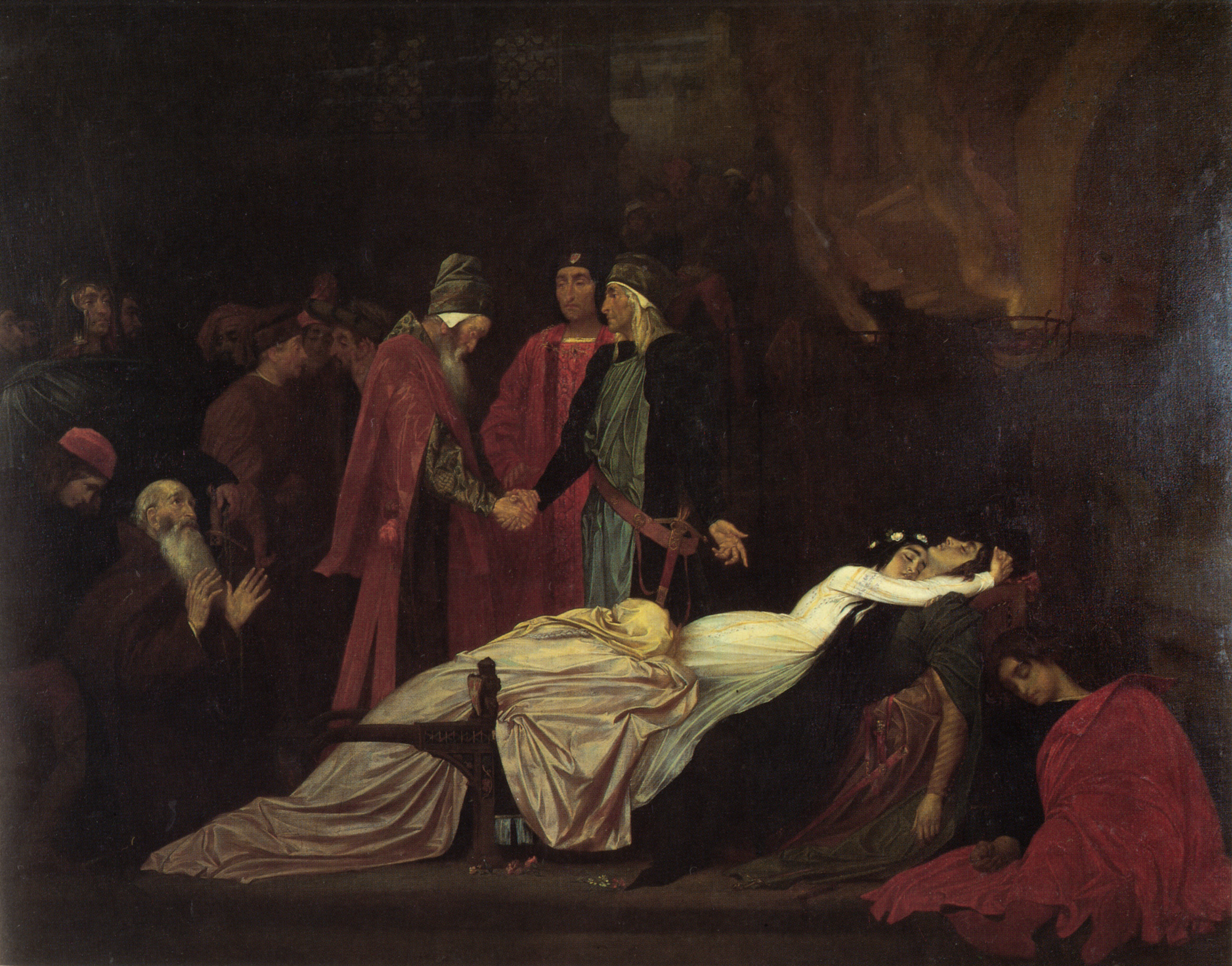
命を絶つことになったロミオとジュリエット

イギリスでは16世紀にシェイクスピア（1564年 - 1616年）が『ロミオとジュリエット』において、家同士の争いに引き裂かれる恋人たち、悲劇的な恋愛を描いてみせた（1595年前後初演）。不朽の名作として、バレエ、ミュージカル、映画など様々なジャンルにリメイクされている。
17世紀後半のイギリス、すなわちシェイクスピア直後の時代には、現代用いられる「身体を否定する精神だけの愛」という意味でのプラトニックラブという表現が現れたらしい。

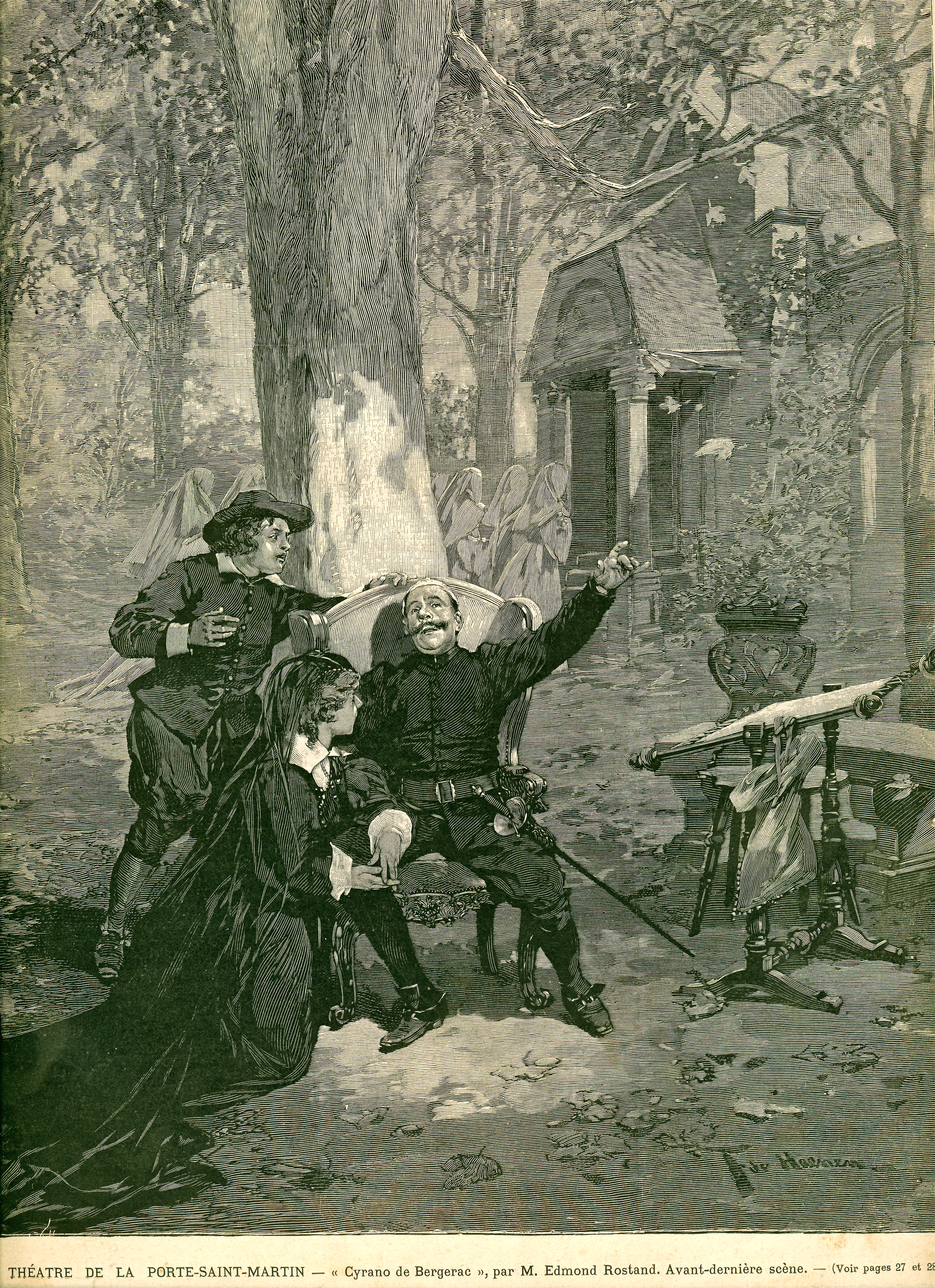
シラノはロクサーヌへの恋心を隠し続けた。（『シラノ・ド・ベルジュラック』）

19世紀末期のフランスで、エドモン・ロスタンが戯曲『シラノ・ド・ベルジュラック』を書き、ロクサーヌという女性に恋心を抱いているにもかかわらず自分の気持ちを面と向かって伝えることができず、恋心を隠し通し、自分の恋を成就させるかわりに若くて美男子（だが見てくればかりで、頭が悪く、才能が無い）クリスチャンとロクサーヌとの恋をとりもってやる シラノという中年男の「忍ぶ恋」「切ない恋」を描いてみせた（1897年初演）。この戯曲はパリの人々を大熱狂させたといい、1897年の初演から500日間400回連続上演され、その後も今日にいたるまで世界中で上演されつづけており、映画やミュージカルに幾度もリメイクされ見続けられている。

### スタンダールの『恋愛論』
スタンダール（1783年 - 1842年）は『恋愛論』において、恋愛には4種類ある、とした。情熱的恋愛、趣味恋愛、肉体的恋愛、虚栄恋愛である。どんなに干からびた不幸な性格の男でも、十六歳にもなれば（肉体的恋愛から）恋愛を始める。また恋は心のなかで、感嘆、自問、希望、恋の発生、第一の結晶作用、疑惑、第二の結晶作用という7階梯をたどる、とした。あらゆる恋愛は6つの気質に起因し、多血質（フランス人）、胆汁質（スペイン人）、憂鬱質（ドイツ人）、粘液質（オランダ人）、神経質、力士質の、それぞれの影響が恋愛の諸相に関与する、とした。

### 近世哲学における愛
スピノザ
スピノーザによると、すべてのものは<<自己保存の努力>> conatus コナトゥスをもち、人間は心身をより大なる完全性へ移すこと、すなわち喜びを欲望し、悲しみをさけ、喜びを与える外物を愛し、悲しみを与える外物を憎む。かれは欲望、喜び、悲しみという三つの根本感情から幾何学的にさまざまな愛と憎しみを分析する。ところでわれわれの精神が事物を永遠の相の下に、すなわち必然的連関において認識することは、精神をより完全にする喜びであり、そしてこの十全な認識は事物を神（＝自然＝実体）の様態として認識することであるから、その喜びは外部の原因としての神の観念をともない、神への愛である。それは神を認識することと一つになっているから「神の知的愛」amor Dei intellectualisとよんだ。
カント
カントは、傾向性にもとづくpathologisch（感性的な）愛と理性的意志にもとづくpraktisch（実践的な）愛とを区別し、後者のみが道徳的とした。傾向性としての愛を命ずるわけにはいかないから、隣人への愛とは、隣人に対するすべての義務をすすんで遂行すること。そして道徳法則への尊敬が、それへの愛に変わるのが道徳的心術の最高の完成であろうとした。
ヘーゲル
ヘーゲルは、精神の統一性がそれ自身を感じているのが愛であるとする。愛は一般に、私と他人との統一の意識。愛において私は私だけで孤立せず、むしろ私の孤立的存在を放棄し、自他の統一としてみずからを知ることによってのみ、自己意識をうる愛の第一の契機は私が私だけの独立人たるを欲せず、そういう私を欠陥あり不完全なものと観ずるということ、第二の契機は私が他において自分をかちうること、すなわち私が他者に認められ同じく他者が私においてかれ自身をうるということ。したがって愛は悟性の解きえないもっとも著しい矛盾である。矛盾の産出であり同時にその解除でもある。解除として愛は人倫的結合であるという。
ショーペンハウアー
ショーペンハウアーは、あらゆる形式の愛が生への盲目的意志に人間を繋縛するものであるとの理由で、愛を断罪する。しかし、その主著には独自の「性愛の形而上学」の考察が含まれている。それによれば、愛はすべての性欲に根ざしているものであり、将来世代の生存はそれを満足させることにかかっている。けれども、この性的本能は、たとえば「客観的な賛美の念」といった、さまざまな形に姿を変えて発現することができる。性的結合は個人のためではなく、種のためのものであり、結婚は愛のためにではなく、便宜のためになされるものにほかならない。
このショーペンハウアーの性愛論には、精神分析学者フロイトの理論内容を先取りしている部分が数多くある点興味深い。フロイトは性欲のエネルギーをリビドーと名づけ、無意識の世界のダイナミズムの解明につとめたが、とくに幼児性欲の問題は従来の常識的な通念に大きな衝撃を与え、性愛の問題の現代的意味の追求への道を開いた。たとえばD.H.ロレンスの文学は、性愛のいわば現代文明論的な意味の探求を一つの中心課題としているものといってよい。
サルトル、ボーヴォワールらの実存主義者たちにも、人間論の中心問題としての愛、性欲の問題への立ち入った究明の試みがみられる。

## 宗教と恋愛

### ユダヤ教
ユダヤ人の間では、恋愛は行ってもよいが恋人同士で積極的に意見を交換することを教え、恋愛にのめり込み過ぎることは破滅を意味するとタルムードで教えている。

### キリスト教
アブラハム・カイパーは『カルヴィニズム』で「自由恋愛が結婚の神聖を乱そうとし」ていると述べるように、恋愛について否定的な見解がある。恋愛が「ある種の威厳を持ち、恋人に対する全面的献身・・を要求して、神のように語る」ので「神に従わせなければ、それ自体が絶対的な服従を求めてきて、悪魔化し、偶像化」する危険があるとキリスト者学生会の高木実主事は指摘し、C.S.ルイスの『四つの愛』を引用している。またC.S.ルイスは『悪魔の手紙』で恋愛は悪魔が広めた思想であるとしている。恋愛に伴うことのある問題として、福音派は婚前交渉を禁じている。カトリック教会は婚前交渉を禁じており、避妊は大罪である。
恋（男女の感情、特定の人に対する感情、特定の人にだけ執着する感情）はキリスト教の伝統では、よろしくないもの、質の低いもの、避けるべきものとして扱われてきた。キリスト教で大切にされたのは、男女の恋などではなく、イエス・キリストによって示された愛、つまり<<神の愛>>（アガペー、神が全ての人類を公平・公正に愛し、見返りを期待しない愛）や、人間が 自分の家族・親族・民族・人種などにこだわらず、広く全ての人々を大切に思う気持ち、広く人々を慈しむ気持ち（兄弟愛・友愛、隣人愛）である。愛は精神生活の基本的感情であり、また倫理学史上もっとも重要な概念の一つとされ、とくにキリスト教の影響を多かれ少なかれ受けている西洋哲学においては、非常に大事な意味をもっている。

### イスラーム
イスラム諸国や一部アフリカ諸国では、現在も恋愛は不道徳なものとされている。

### 仏教
仏教では貪愛（とんあい）・染汚愛（ぜんまあい）と信愛（不染汚愛）の区別が説かれる。前者は衆生が解脱しえない根本原因で、十二因縁の一つに数えられる。財欲、名誉欲、色欲などの五欲がそれである。信愛は信心をもって師長を愛するようなもので、貪欲煩悩をはなれて善法を修め衆生を憐愍することである。そのもっともすぐれたものが慈悲とよばれる。

## 現代の各国の恋愛

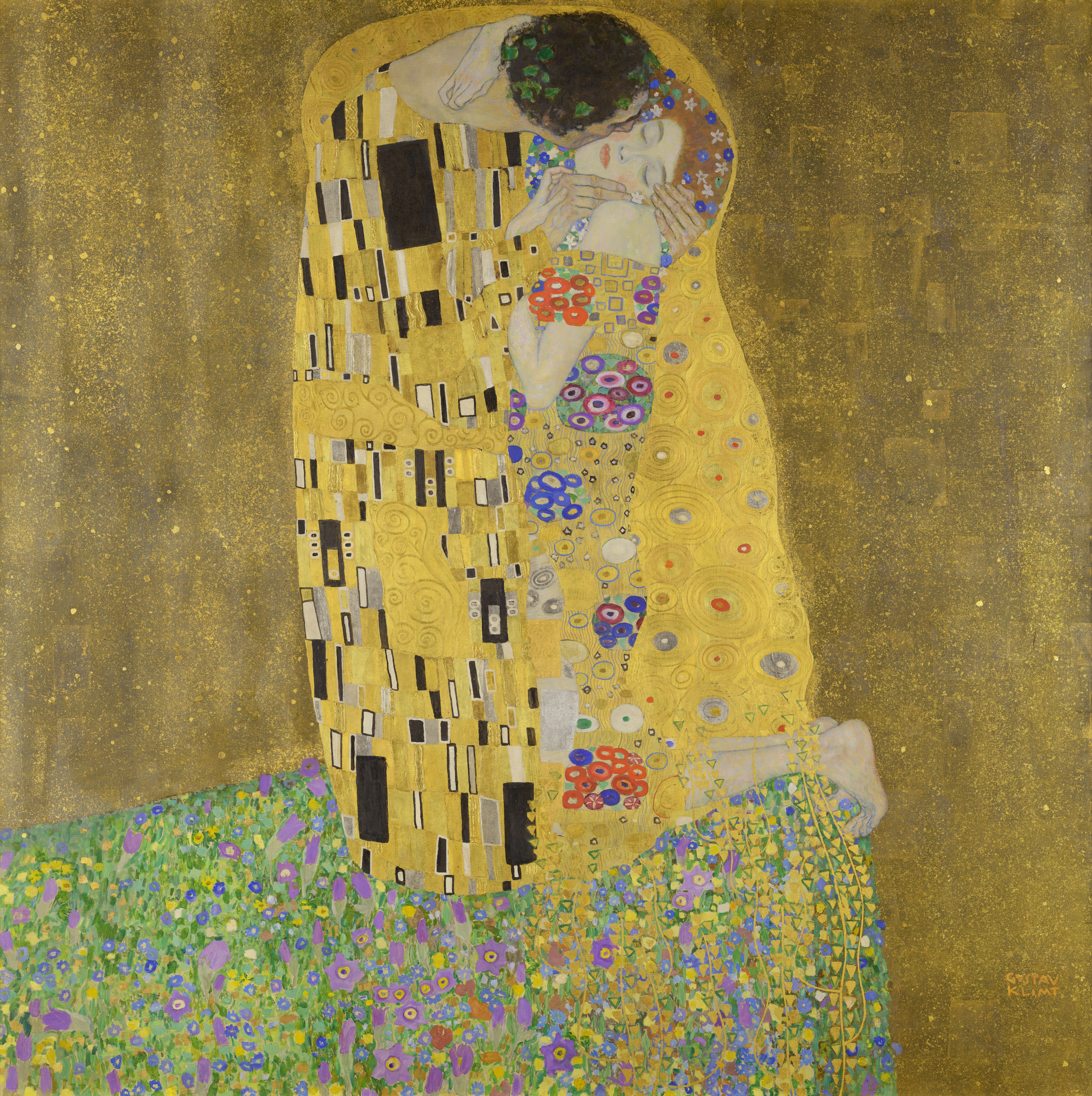
「キス」（グスタフ・クリムト作）

現代では西洋諸国でも日本でも、文学、演劇、絵画、ドラマ、歌謡曲、漫画などさまざまなジャンルで恋愛が扱われている。

### 東洋における愛
中国では、古くは墨子の兼愛説、つまり博愛平等の異端的主張が有名である。歴史上、玄宗皇帝が楊貴妃にうつつを抜かし、その親族に便宜を図り、国政をすっかりないがしろにして、ついには国を滅ぼしてしまったことが中国の人々には強く記憶されている。
現代の中華人民共和国では18歳未満の低年齢者が恋愛をすることを「早恋」と呼び、学業成績の低下だけでなく生活の乱れや家出、同棲などの非行につながると考える有識者が多く、黒竜江省では2009年8月末に未成年者の恋愛に対して「父母や監督責任者は批判、教育、制止、矯正を行わなければならない」と定めた条例が制定された。
日本思想における愛は、いとおしいという心情で、儒・仏思想の影響もいちじるしいが、特に山川草木、花鳥風月に対する愛情の強い点は特色といってよいであろう。

### 西洋における恋愛
ヨーロッパとアメリカでは状況が異なるので分けて説明する。
ヨーロッパ
上の節で説明したように、キリスト教では恋愛については厳しい態度をとる考え方を教えており、素直な信徒はその教えを自分のうちに取り込み自分自身の考え方ともするものなので、ヨーロッパ人の恋愛についての見解は、クリスチャンかそうでないか、またクリスチャンだとしても、まじめなクリスチャンか形ばかりのクリスチャンかで、見解は分かれる傾向がある。また恋愛についての教えはカトリックとプロテスタントでも傾向が異なり、プロテスタントのひとつひとつの教派ごとに態度がかなり異なる。
19世紀や20世紀初頭までの西欧カトリック諸国では、信徒の割合がおおむね9割ほどと、とても高かった。それが20世紀の間に右肩下がりに減り、その結果、恋愛についてカトリックの教えを意識しない人々が増えてきた。たとえばフランスでは1960年では86.6%がカトリックだったが、2013年時点では75.3%にまで低下している。しかも幼児洗礼などを受けて一応カトリックに分類されるが、実際には教会にはほぼ全く行かず神父の説教も聞かず聖書も読まず、カトリックの考え方をほぼ知らず、それから離れた生き方をしている人の割合も増えてきている。そうした人々はカトリックの教えに縛られないで恋愛について比較的自由に考えるようになっている。フランス人は基本的には各人の選択を重んじるので、カトリックから離れた場合は、たとえば、恋愛に興味がある人は恋愛すればよいし興味が無い人はしなければよい、などと考えるわけである。
恋愛と一緒に暮らすこと（同棲）は別のこと、と考えるか、それらを結びつけて考えるかは、ヨーロッパでも国ごとにかなり異なる。スペインでは20歳以上で結婚していない人が同棲している割合は8.8 %である。それに対して、ポーランドやギリシャでは、同じタイプの人々で同棲している人の割合は、スペインの1/4しかいない。一方（性的におおらかなことで有名な）スウェーデンでは結婚したカップルの99%がその前に同棲を経験している、という。このようにヨーロッパ内でも国ごとにずいぶんと異なっている。

## 日本と恋愛

### 日本語の「恋愛」
日本語で「恋愛」という表現は、1847-48年のメドハーストによる『英華辞典』にみられるのが最古であるが、loveの訳語としてではなく、今日の「恋愛」の意味として辞書に登場したのは明治20年（1887年）の『仏和辞林』でamourの訳語として「恋愛」の語が当てられたのが最初とされる。ただし定着は遅れ、北村門太郎（後の北村透谷）も明治20年では「ラブ」と片仮名表記している。それ以前は、現代人が一般に「恋愛」と呼ぶものについては、「色」、「情」、「恋」、「愛」などと呼ばれた。

### 日本の恋愛の歴史
日本では、古くから恋は和歌や文学の主要な題材である。
『万葉集』の「相聞歌」や『古今和歌集』に恋歌を見出すことができる。相聞の中でも特に傑作と評価されることが多い2つを挙げる。

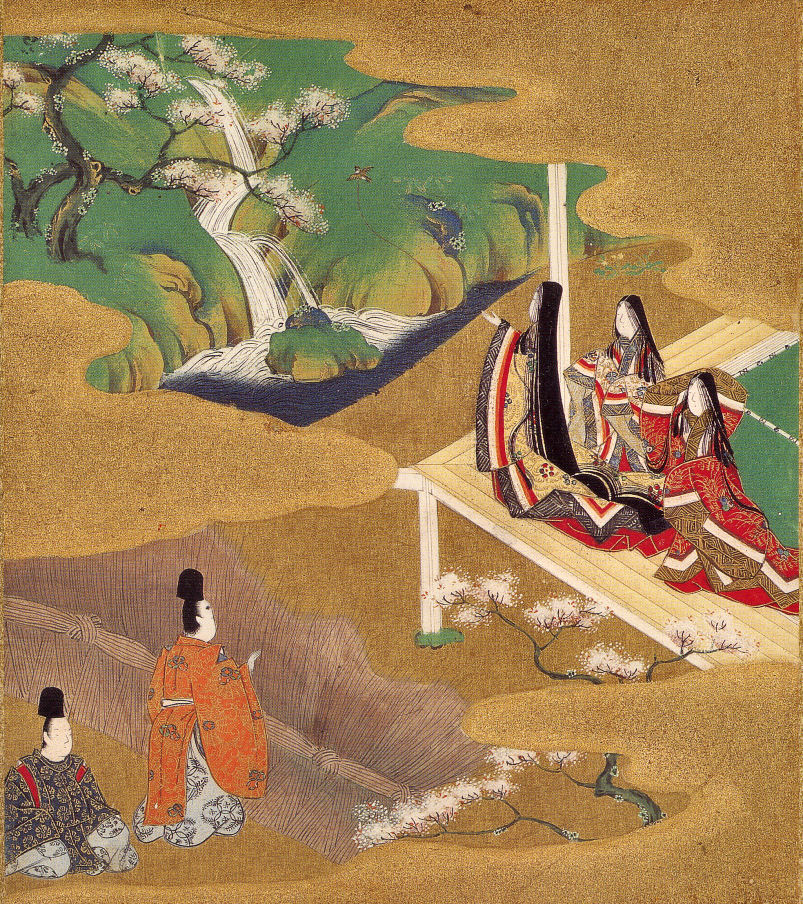
紫の上を柴垣ごしに見つめる源氏（土佐光起筆『源氏物語画帖』「若紫」）

また物語文学においても『伊勢物語』や『源氏物語』など、貴族の恋模様を描いた作品が多数ある。この時代、男が女の元へと通う「通い婚」が通例であり、男女は時間を作って愛を育んだ後、女側の親が結婚を承諾して夫婦となった。平安時代の男女の倫理は（後の封建時代と比べて）まだ自由（別の言い方をすれば「おおらか」「だらしない」）であった。貴族の男性は複数の女性と並行的に関係を持ち、ある男性の子があちらこちらの女性の腹から生まれることが一般的、またある女性が産んだ子の父親が一体誰なのかわからない（周囲の人にも、時には産んだ女性自身にも）ということも多かった。
こうした男女倫理が変わったのは封建時代になってからである。平安時代の貴族のような男女倫理では、世の中は乱れに乱れてしまう。
関東の名門豪族の娘北条政子は、親の決めた相手を拒否し、一族の命運をかけ、自分が惚れた源頼朝を相手に選んだ。が、源頼朝のほうは京の貴族の習慣を身につけていて（最初は考えが甘く）そうした貴族風の男女関係をそのまま自分の婚姻にも持ちこみ他の女性たちとも関係を持とうとしたが、政子はそれを許しはしなかった。二人は互いに強力なパートナーとなり、政子は関東における人脈力や人心掌握力を駆使し鎌倉幕府を盛り立て、頼朝を一流の男に押し上げた。
中世頃には、仏教の戒律のひとつの女犯に関するもの（不淫戒）の影響が見受けられ、とくに男性社会の側から恋愛を危険視する（あるいは距離を置くべき対象としてとらえる）傾向が生じた。権門体制を維持する手段として男性が賦役・租税の対象とされる一方、女性を財産ととらえ、交換や贈与の対象とする傾向が確認され、恋愛を社会秩序を破綻させる可能性のあるものとして否定的にとらえる傾向が生じた。この傾向は江戸時代の儒教文化にも受け継がれ、女大学にみられる恋愛を限定的にとらえる倫理観や、家族制度・社会規範に対する献身を称揚する文化に継承された。
明治時代には中流階級では家制度による親が結婚相手を決めるお見合い結婚が多かった。男性にとっては結婚は少なくとも法律上は結婚後の自由な恋愛・性愛を禁ずるものではなく、地位ある男性が配偶者以外に愛人を持つことはしばしば見られた。社会も既婚男性が未婚女性と交際することには寛容であったが、既婚女性が愛人を持つことは法律上許されなかった（姦通罪）。
明治から大正にかけて、文化人を中心としてロマン主義の影響もあって、恋愛結婚が理想的なものとの認識が広まり、大正時代には恋愛結婚に憧れる女性と、保守的な親との間で葛藤がおこることもあった。
日本女性は昭和時代から、恋愛小説を読みふけったり、お神籤を引いてその恋愛運に関する文章の文言ひとつひとつに一喜一憂したり、占い師に恋愛相談をしてみたり、恋愛成就のお守りを買ってみたり、ということさかんにし、令和でもそれは続いている。だが、日本男性のほとんどは、それらのことは（昭和時代でも平成時代でも）一切せず、一般にそういったことには興味が無い。
高度経済成長期以降は、恋愛結婚の大衆化により、恋愛は普通の男女であれば誰でもできる・すべきものだという風潮が広がった。また、1980年代後半から1990年代初頭のバブル景気の日本では恋愛で消費行動が重視される傾向があったとされ、「この時（イベント）にデートするならばここ（流行の店など）」「何度目のデートならどこにいく」というようなマニュアル的な恋愛が女性誌や男性向け情報誌、トレンディドラマなどで盛んにもてはやされた。
現代では、親の意向にのみ基づいたお見合い結婚の割合はかなり少なく、夫婦の間の愛情を重視する恋愛結婚が大多数となり、お見合い結婚であっても本人の意向を尊重するものが多くなった。
いっぽう恋愛の世界で格差社会化が進んでいるとし、「恋愛資本主義」、恋愛資本による「魅力格差」、「恋愛格差」などという言葉も用いられている。このような情勢のなかで恋愛や性交渉を経験したことがない中年層が増加しつつあると分析する者もいる。また、世の中に「モノ」が大量に溢れる中で、カップルの低俗化が指摘されることも増えた。次第に日本男性は女性に興味を示さなくなり（あるいは日本の女性というのは、自分が恋愛の対象にするほどの価値はない、と若い日本男性は冷静に（冷めて）判断するようになり）、2006年には「草食系」という用語で、そうした（恋愛への意欲を感じない）男性が呼ばれるようになった。
近年は若い男女の恋愛離れが叫ばれており、日本テレビはその例として「交際相手が欲しい」と答えた新成人の割合が2000年は男性が91.6%、女性が88.5%だったのに対し、2016年は男性が63.8%、女性が64.2%だったこと、実際に交際相手がいる新成人が1996年は50%だったのに対し、2016年は26.2%だったことを挙げている。恋愛離れの原因として、非正規雇用の増加やソーシャル・ネットワーキング・サービス（SNS）の普及などが挙げられている。マーケティングライターの牛窪恵は「非正規雇用や年収が低い男性は『どうせ自分なんか』と自己肯定感が低く、自分から女性に声をかけようとしない」と分析。少子化ジャーナリストの白河桃子は「女性は出産を考えると、ある程度収入のある人と結婚したいと考え、相手に完璧さを求めるため、恋愛や結婚に慎重になる」と分析している。教育評論家の尾木直樹は恋愛離れの原因をSNSの普及とし、「SNSの普及で全てがバーチャルになってしまい、若者の精神的な成熟だけでなく、身体的、性的な成熟も遅れている」と分析している。一方、若者の恋愛離れは嘘であるとの指摘もある。東洋経済新報社は婚約者・恋人がいる者の割合の1982年から2015年までの推移を挙げ、「1980年代の水準に戻っただけ」と指摘している他、草食系男子の増加も嘘であるとしている。
ネットゲームや動画編集ソフトなどデジタル化された空間では人間の音声や身振り手振りなどのコミュニケーションの中で不可避的に不自然さが含まれる部分が除去されており理想人物像が現実離れをした相手を望む様になっている。また、恋愛をした時にモチベーションが高まるメカニズムに対しての研究も進み、恋愛をしている時にのみ起こり得る脳内神経細胞の変化を人工的に作り出し活動力を向上させる方法も発明されつつある。

### 現代日本の恋愛
現代における恋愛の難しさには、史上初の性質とも言うべき要素があるという指摘がある。それは世界における「人権問題（子供の人権や男女平等思想を含む）」や、それに伴う「個人主義の台頭」が大きく関与していて、詰まる所「いい男といい女の定義が、社会によっていいとされていたものから、異性が本音でいいと感じるものへと変わっていった」ことにより、「恋愛をする上での努力の指針」が曖昧になってきていることや、スマートフォン・インターネット・SNSなどの普及により、人との「ご縁」が大切にされなくなってきたことなどが挙げられる。また、近年の学校教育等では恋愛を禁止する風土はあっても推奨する風土がなかったこともあり、自ら恋愛を経験し上達していく一部の者たちが多くの異性たちを独占してしまう、上記の「恋愛格差」は、若者の価値観ならびに現代日本社会において深刻な問題となっている。一方で、恋愛をテーマとした国内・海外ドラマの視聴が広く普及しており、本来は体感するものであるが、平和社会において娯楽の分野へと変遷しており、病理的とでもいう日本の世相を見て取れている。

### モテ期
「人生において、人は異性から好かれる（モテる）時期が3度ある」という都市伝説があり、それが俗に「モテ期」と呼ばれている。噂の出所は不明であるものの、多くの者達が実感した経験から囁かれ始めたものだと考えられる。これについて「人の成長過程と世の中の流行が一致した時期」であると考える者もいる。つまり、「人は時期によって価値観やセンスが変わり、同じように流行も変わっていく。多くの若者は必ず何らかの流行の影響を受けるので、その人自身の価値観やセンスが流行と一致する時期が生じやすい。流行は、多くの若者たちが高く評価する価値観なので、その流行が異性に好まれるものである限り、自然とその人も多くの異性に好まれることになる。この偶然の産物は、自分や流行の変化によってその噛み合わせを崩していく。この一連の変化がモテ期である」という説である。

### 恋愛学
現代日本において、恋愛のノウハウを「学問」として考察し世に広めたのが、早稲田大学国際教養学部教授の森川友義である。上記の「恋愛格差社会」に一石を投じる彼の「人間の恋愛は科学的な研究が可能である」という思想は、彼自身の社会的地位も相まって、マスコミやインターネットで話題になっている。
2012年4月、神戸山手短期大学生活学科（神戸市中央区）に心理コースが新設され、その際に「恋愛心理学」の科目が開設された。文部科学省によると同様の授業は全国でも珍しく、「恋愛心理学」という名称による最初の講座。講義を担当したのは非常勤講師の平松隆円。

## 経済学
経済学では、合理的な人間は「効率」という基準で、1日24時間・金を仕事・恋・遊びに割り振っていると考える。男性の場合、費用（女性とのデートに振り向ける時間・金）と便益（女性との恋愛から得られる満足）を比較して、便益が費用よりも大きいときに、その恋は「効率」的であると表現する。これが経済学の基本的な思考である。
経済学者のロバート・フランクは、愛が合理的な計算にそぐわない側面があると指摘している。フランクは、哲学者のブレーズ・パスカルの言葉を引用し「費用・便益を合理的に計算する人間には、人を愛することはできない」と指摘している。

## 著名な恋愛論
- スタンダール『恋愛論』 ISBN 4102008055
- プルタルコス『愛をめぐる対話』 ISBN 4003366425
- ドニ・ド・ルージュモン『愛について』 ISBN 4582760147
- トマス・モア『ユートピア』 ISBN 4122019915
- アウグスト・ベーベル『婦人論』
- アレクサンドラ・コロンタイ『紅い恋』
- シャルル・フーリエ『愛の新世界』
- イブン・ハズム『鳩の頸飾り 愛と愛する人々に関する論攷』
- 厨川白村『近代の恋愛観』
- 福永武彦『愛の試み』 ISBN 4101115060
- 遠藤周作『恋愛とは何か』 ISBN 4041245052
- 北村透谷『厭世詩家と女性』
- 堺利彦『自由恋愛論』
- 立原正秋『愛をめぐる人生論』
- 吉本隆明『超恋愛論』
- 橋本治『恋愛論』
- 大澤真幸『恋愛の不可能性について』
- 小谷野敦『もてない男』
- 本田透『萌える男』
- 矢野優也『空回りしない恋愛のすすめ』

## 恋愛の形態
- 愛
- 遠距離恋愛
- 性的指向
  - 異性愛
- 純愛
- ロマンチック・ラブ
- 不倫
- 複数恋愛（ポリアモリー）
- プラトニック・ラブ
- 失恋